# Stephen Kosslyn
Stephen Michael Kosslyn est un psychologue américain né dans le comté de Los Angeles le 30 novembre 1948. Il est actuellement John Lindsley Professor of Psychology in Memory of William James et doyen de Science Sociale à l'université Harvard ainsi que chercheur dans les domaines de la psychologie cognitive et des neurosciences cognitives.

## Biographie
Stephen Kosslyn reçoit son Bachelor of Arts de psychologie en 1970 à l'UCLA et son doctorat en psychologie en 1974 à l'université Stanford ; son directeur de thèse est Gordon Bower. En plus d'Harvard, Kosslyn a enseigné à l'université Johns-Hopkins et l'université Brandeis.
Il est surtout connu pour ses recherches et théories en imagerie mentale. Il a également travaillé sur la conception d'affichages visuels en montrant comment des principes psychologiques peuvent permettre de créer des affichages visuels pouvant être lus d'un coup d'œil. Plus récemment, il a étendu son travail pour montrer comment utiliser des principes psychologiques pour produire des présentations PowerPoint.
Stephen Kosslyn a reçu plusieurs distinctions pour ses recherches, notamment le National Academy of Sciences Initiatives in Research Award et le Prix Jean-Louis Signoret. Il a été élu à l'Académie américaine des arts et des sciences et à la Society of Experimental Psychologists (en).